# بیلوف (ناحیه پلزن-شمالی)
بیلوف (به چکی: Bílov) یک منطقهٔ مسکونی در جمهوری چک است که در ناحیه پلزن-شمالی واقع شده‌است. بیلوف ۶٫۲۱ کیلومتر مربع مساحت و ۸۶ نفر جمعیت دارد و ۵۵۲ متر بالاتر از سطح دریا واقع شده‌است.